# Rumours Tour
Die Rumours Tour war eine Konzerttournee der britisch-US-amerikanischen Rockband Fleetwood Mac, die sie nach der Veröffentlichung ihres namensgebenden elften Studioalbums Rumours (1977) absolvierten.

## Hintergrund
Fleetwood Mac starteten ihre Tournee zu Rumours kurz nach dessen Veröffentlichung am 24. Februar 1977 in Uniondale auf Long Island und beendeten sie am 30. August 1978 in Baton Rouge. Die Rumours Tour umfasste insgesamt 96 Auftritte in Nordamerika, Europa, Ozeanien und Asien und war zugleich die erste große Welttournee Fleetwood Macs seit 1973, bei der die Band nach mehreren Alben, die außerhalb Nordamerikas keinen großen Erfolge verzeichnen konnten, wieder Konzerte in Europa und andere Länder der Welt gaben. 
Zunächst waren nur Konzerte für das Jahr 1977 geplant, aufgrund des unerwartet großen Erfolgs des Albums Rumours spielte die Band im Sommer 1978 jedoch 17 Zusatzkonzerte in den USA, die unter dem Motto The Penguin Summer Country Safari liefen. Für diesen zusätzlichen Tourabschnitt unterbrach die Band die Aufnahmesessions zu ihren nächsten Studioalbum Tusk.

## Liveaufnahmen
Das Konzert im Forum in Inglewood am 29. August 1977 wurde mitgeschnitten und schließlich mehr als 45 Jahre später als Livealbum unter dem Titel Rumours Live veröffentlicht. Ein für das japanische Fernsehen produzierter Video-Mitschnitt der Show im Tokioter Nippon Budokan am 5. Dezember 1977 kursiert zudem als Bootleg.

## Setlists

### Setlist Nordamerika (Februar – April 1977)
- Say You Love Me
- Station Man
- Believe Me
- The Chain
- Dreams
- Rhiannon
- Why
- Never Going Back Again
- Landslide
- Oh Daddy
- Gold Dust Woman
- Over My Head
- You Make Loving Fun
- I’m So Afraid
- Go Your Own Way
- World Turning
- Hypnotized

### Setlist Europa (April 1977)
- Don’t Stop
- The Chain
- Monday Morning
- Dreams
- Rhiannon
- Why
- Landslide
- Never Going Back Again
- Over My Head
- Gold Dust Woman
- Oh Well
- Silver Springs
- You Make Loving Fun
- I’m So Afraid
- Say You Love Me
- World Turning
- Go Your Own Way
- Songbird

### Setlist Nordamerika/Ozeanien/Asien (Mai – Dezember 1977)
- Say You Love Me
- Monday Morning
- Dreams
- Oh Well
- Rhiannon
- Oh Daddy
- Never Going Back Again
- Landslide
- Over My Head
- Gold Dust Woman
- You Make Loving Fun
- I’m So Afraid
- Go Your Own Way
- World Turning
- Blue Letter
- Second Hand News
- The Chain
- Songbird

### Setlist Nordamerika (Juli – August 1978)
- Monday Morning
- Dreams
- Oh Well
- The Chain
- Rhiannon
- Oh Daddy
- Say You Love Me
- Never Going Back Again
- Landslide
- Gold Dust Woman
- You Make Loving Fun
- I’m So Afraid
- World Turning
- Go Your Own Way
- Blue Letter
- Sisters of the Moon
- Songbird

## Tourdaten
| Nr.                            | Datum               | Stadt               | Land                | Veranstaltungsort                 | Anmerkungen                   |
| Leg 1 – Nordamerika            | Leg 1 – Nordamerika | Leg 1 – Nordamerika | Leg 1 – Nordamerika | Leg 1 – Nordamerika               | Leg 1 – Nordamerika           |
| ------------------------------ | ------------------- | ------------------- | ------------------- | --------------------------------- | ----------------------------- |
| 1                              | 24. Februar 1977    | Uniondale           | Vereinigte Staaten  | Nassau Veterans Memorial Coliseum |                               |
| 2                              | 28. Februar 1977    | Berkeley            | Vereinigte Staaten  | Community Theatre                 |                               |
| 3                              | 6. März 1977        | Fort Worth          | Vereinigte Staaten  | Tarrant County Convention Center  |                               |
| 4                              | 7. März 1977        | Houston             | Vereinigte Staaten  | The Summit                        |                               |
| 5                              | 10. März 1977       | San Diego           | Vereinigte Staaten  | Sports Arena                      |                               |
| 6                              | 19. März 1977       | Greensboro          | Vereinigte Staaten  | Coliseum                          |                               |
| 7                              | 21. März 1977       | Philadelphia        | Vereinigte Staaten  | Spectrum                          |                               |
| 8                              | 22. März 1977       | Hershey             | Vereinigte Staaten  | Hersheypark Arena                 |                               |
| 9                              | 23. März 1977       | Hartford            | Vereinigte Staaten  | Civic Center                      |                               |
| 10                             | 24. März 1977       | Uniondale           | Vereinigte Staaten  | Nassau Veterans Memorial Coliseum |                               |
| 11                             | 25. März 1977       | Hartford            | Vereinigte Staaten  | Civic Center                      |                               |
| 12                             | 27. März 1977       | Annapolis           | Vereinigte Staaten  | United States Naval Academy       |                               |
| 13                             | 29. März 1977       | San Diego           | Vereinigte Staaten  | Sports Arena                      |                               |
| 14                             | 1. April 1977       | Kansas City         | Vereinigte Staaten  | Kemper Arena                      |                               |
| Leg 2 – Europa                 |                     |                     |                     |                                   |                               |
| 15                             | 2. April 1977       | Birmingham          | England             | Odeon Theatre                     |                               |
| 16                             | 4. April 1977       | Glasgow             | Schottland          | Apollo Theatre                    |                               |
| 17                             | 5. April 1977       | Manchester          | England             | Apollo Theatre                    |                               |
| 18                             | 8. April 1977       | London              | England             | Rainbow Theatre                   |                               |
| 19                             | 9. April 1977       | London              | England             | Rainbow Theatre                   |                               |
| 20                             | 10. April 1977      | London              | England             | Rainbow Theatre                   |                               |
| 21                             | 11. April 1977      | Bristol             | England             | Colston Hall                      |                               |
| 22                             | 12. April 1977      | Paris               | Frankreich          | Pavillon de Paris                 |                               |
| 23                             | 13. April 1977      | Amsterdam           | Niederlande         | Jaap Edenhal                      |                               |
| 24                             | 14. April 1977      | München             | Deutschland         | Kronebau                          |                               |
| 25                             | 15. April 1977      | Frankfurt am Main   | Deutschland         | Jahrhunderthalle Hoechst          |                               |
| 26                             | 16. April 1977      | Amsterdam           | Niederlande         | Europahal                         |                               |
| 27                             | 19. April 1977      | Düsseldorf          | Deutschland         | Philipshalle                      |                               |
| 28                             | 24. April 1977      | Stockholm           | Schweden            | Johanneshovs Isstadion            |                               |
| 29                             | 26. April 1977      | Lund                | Schweden            | Olympen                           |                               |
| Leg 3 – Nordamerika            |                     |                     |                     |                                   |                               |
| 30                             | 1. Mai 1977         | Boulder             | Vereinigte Staaten  | Folsom Field                      |                               |
| 31                             | 7. Mai 1977         | Oakland             | Vereinigte Staaten  | Oakland–Alameda County Coliseum   | Day on the Green              |
| 32                             | 8. Mai 1977         | Santa Barbara       | Vereinigte Staaten  | Campus Stadium                    |                               |
| 33                             | 11. Mai 1977        | El Paso             | Vereinigte Staaten  | County Coliseum                   |                               |
| 34                             | 15. Mai 1977        | Fort Worth          | Vereinigte Staaten  | Tarrant County Convention Center  |                               |
| 35                             | 16. Mai 1977        | Houston             | Vereinigte Staaten  | The Summit                        |                               |
| 36                             | 18. Mai 1977        | Oklahoma City       | Vereinigte Staaten  | Fairgrounds Arena                 |                               |
| 37                             | 21. Mai 1977        | Nashville           | Vereinigte Staaten  | Municipal Auditorium              |                               |
| 38                             | 24. Mai 1977        | Columbia            | Vereinigte Staaten  | Carolina Coliseum                 |                               |
| 39                             | 28. Mai 1977        | Miami               | Vereinigte Staaten  | Bobby Maduro Miami Stadium        |                               |
| 40                             | 29. Mai 1977        | Orlando             | Vereinigte Staaten  | Orlando Stadium                   |                               |
| 41                             | 1. Juni 1977        | Atlanta             | Vereinigte Staaten  | The Omni                          |                               |
| 42                             | 2. Juni 1977        | Birmingham          | Vereinigte Staaten  | Birmingham-Jefferson Civic Center |                               |
| 43                             | 3. Juni 1977        | Memphis             | Vereinigte Staaten  | Mid-South Coliseum                |                               |
| 44                             | 5. Juni 1977        | New Orleans         | Vereinigte Staaten  | Tad Gormley Stadium               |                               |
| Leg 4 – Nordamerika            |                     |                     |                     |                                   |                               |
| 45                             | 24. Juni 1977       | Charlotte           | Vereinigte Staaten  | Coliseum                          |                               |
| 46                             | 25. Juni 1977       | Little Rock         | Vereinigte Staaten  | Barton Coliseum                   |                               |
| 47                             | 28. Juni 1977       | Syracuse            | Vereinigte Staaten  | Onondaga County War Memorial      |                               |
| 48                             | 29. Juni 1977       | New York City       | Vereinigte Staaten  | Madison Square Garden             |                               |
| 49                             | 30. Juni 1977       | New York City       | Vereinigte Staaten  | Madison Square Garden             |                               |
| 50                             | 2. Juli 1977        | Buffalo             | Vereinigte Staaten  | Memorial Auditorium               |                               |
| 51                             | 4. Juli 1977        | Toronto             | Kanada              | Exhibition Stadium                |                               |
| 52                             | 5. Juli 1977        | Greater Sudbury     | Kanada              | Community Arena                   |                               |
| 53                             | 7. Juli 1977        | Providence          | Vereinigte Staaten  | Civic Center                      |                               |
| 54                             | 11. Juli 1977       | Norfolk             | Vereinigte Staaten  | Scope Arena                       |                               |
| 55                             | 12. Juli 1977       | Landover            | Vereinigte Staaten  | Capital Center                    |                               |
| 56                             | 13. Juli 1977       | Landover            | Vereinigte Staaten  | Capital Center                    |                               |
| 57                             | 16. Juli 1977       | Lexington           | Vereinigte Staaten  | Rupp Arena                        |                               |
| 58                             | 23. Juli 1977       | Chicago             | Vereinigte Staaten  | The Stadium                       |                               |
| 59                             | 24. Juli 1977       | Chicago             | Vereinigte Staaten  | The Stadium                       |                               |
| Leg 5 – Nordamerika            |                     |                     |                     |                                   |                               |
| 60                             | 15. August 1977     | Clarkston           | Vereinigte Staaten  | Pine Knob Music Theatre           |                               |
| 61                             | 24. August 1977     | Paradise            | Vereinigte Staaten  | Aladdin Theatre                   |                               |
| 62                             | 25. August 1977     | Paradise            | Vereinigte Staaten  | Aladdin Theatre                   |                               |
| 63                             | 27. August 1977     | Tucson              | Vereinigte Staaten  | Arizona Stadium                   | Heart Association Benefit ’77 |
| 64                             | 29. August 1977     | Inglewood           | Vereinigte Staaten  | The Forum                         |                               |
| 65                             | 30. August 1977     | Inglewood           | Vereinigte Staaten  | The Forum                         |                               |
| 66                             | 31. August 1977     | Inglewood           | Vereinigte Staaten  | The Forum                         |                               |
| 67                             | 3. September 1977   | Seattle             | Vereinigte Staaten  | Center Coliseum                   |                               |
| 68                             | 4. September 1977   | Portland            | Vereinigte Staaten  | Memorial Coliseum                 |                               |
| 69                             | 5. September 1977   | Vancouver           | Kanada              | Pacific Coliseum                  |                               |
| 70                             | 7. September 1977   | Edmonton            | Kanada              | Northlands Coliseum               |                               |
| 71                             | 8. September 1977   | Calgary             | Kanada              | Stampede Grandstand               |                               |
| 72                             | 11. September 1977  | Milwaukee           | Vereinigte Staaten  | County Stadium                    |                               |
| 73                             | 12. September 1977  | St. Paul            | Vereinigte Staaten  | Civic Center                      |                               |
| 74                             | 15. September 1977  | Lincoln             | Vereinigte Staaten  | Bob Devaney Sports Center         |                               |
| 75                             | 16. September 1977  | Kansas City         | Vereinigte Staaten  | Kemper Arena                      |                               |
| 76                             | 17. September 1977  | St. Louis           | Vereinigte Staaten  | Kiel Auditorium                   |                               |
| 77                             | 20. September 1977  | Indianapolis        | Vereinigte Staaten  | Market Square Arena               |                               |
| 78                             | 21. September 1977  | Louisville          | Vereinigte Staaten  | Freedom Hall                      |                               |
| 79                             | 22. September 1977  | Detroit             | Vereinigte Staaten  | Cobo Hall                         |                               |
| 80                             | 25. September 1977  | Richfield           | Vereinigte Staaten  | Coliseum                          |                               |
| 81                             | 26. September 1977  | Richfield           | Vereinigte Staaten  | Coliseum                          |                               |
| 82                             | 27. September 1977  | Philadelphia        | Vereinigte Staaten  | Spectrum                          |                               |
| 83                             | 2. Oktober 1977     | Santa Barbara       | Vereinigte Staaten  | Campus Stadium                    |                               |
| 84                             | 3. Oktober 1977     | San Diego           | Vereinigte Staaten  | Sports Arena                      |                               |
| 85                             | 4. Oktober 1977     | San Diego           | Vereinigte Staaten  | Sports Arena                      |                               |
| Leg 6 – Ozeanien               |                     |                     |                     |                                   |                               |
| 86                             | 6. November 1977    | Auckland            | Neuseeland          | Western Springs Stadium           |                               |
| 87                             | 9. November 1977    | Gold Coast          | Australien          | Parklands                         |                               |
| 88                             | 11. November 1977   | Sydney              | Australien          | Showground Stadium                |                               |
| 89                             | 13. November 1977   | Melbourne           | Australien          | Calder Park Raceway               |                               |
| 90                             | 15. November 1977   | Brisbane            | Australien          | Lang Park                         |                               |
| 91                             | 17. November 1977   | Sydney              | Australien          | Showground Stadium                |                               |
| 92                             | 18. November 1977   | Perth               | Australien          | Entertainment Centre              |                               |
| 93                             | 19. November 1977   | Perth               | Australien          | Entertainment Centre              |                               |
| 94                             | 23. November 1977   | Adelaide            | Australien          | Memorial Drive Park               |                               |
| Leg 7 – Asien/Pazifischer Rand |                     |                     |                     |                                   |                               |
| 95                             | 1. Dezember 1977    | Nagoya              | Japan               | Civic Assembly Hall               |                               |
| 96                             | 3. Dezember 1977    | Osaka               | Japan               | Festival Hall                     |                               |
| 97                             | 4. Dezember 1977    | Osaka               | Japan               | Festival Hall                     |                               |
| 98                             | 5. Dezember 1977    | Tokio               | Japan               | Nippon Budokan                    |                               |
| 99                             | 7. Dezember 1977    | Honolulu            | Vereinigte Staaten  | Neal S. Blaisdell Arena           |                               |
| 100                            | 10. Dezember 1977   | Lahaina             | Vereinigte Staaten  | Royal Tennis Stadium              |                               |
| Leg 8 – Nordamerika            |                     |                     |                     |                                   |                               |
| 101                            | 17. Juli 1978       | East Troy           | Vereinigte Staaten  | Alpine Valley Music Theatre       |                               |
| 102                            | 18. Juli 1978       | East Troy           | Vereinigte Staaten  | Alpine Valley Music Theatre       |                               |
| 103                            | 19. Juli 1978       | East Troy           | Vereinigte Staaten  | Alpine Valley Music Theatre       |                               |
| 104                            | 21. Juli 1978       | Boulder             | Vereinigte Staaten  | Folsom Field                      |                               |
| 105                            | 22. Juli 1978       | Austin              | Vereinigte Staaten  | Texas Memorial Stadium            |                               |
| 106                            | 23. Juli 1978       | Dallas              | Vereinigte Staaten  | Cotton Bowl                       |                               |
| 107                            | 26. Juli 1978       | Saratoga Springs    | Vereinigte Staaten  | Saratoga Performing Arts Center   |                               |
| 108                            | 28. Juli 1978       | Orchard Park        | Vereinigte Staaten  | Rich Stadium                      |                               |
| 109                            | 29. Juli 1978       | Philadelphia        | Vereinigte Staaten  | John F. Kennedy Stadium           |                               |
| 110                            | 30. Juli 1978       | Philadelphia        | Vereinigte Staaten  | John F. Kennedy Stadium           |                               |
| 111                            | 6. August 1978      | Landover            | Vereinigte Staaten  | Capital Center                    |                               |
| 112                            | 7. August 1978      | Landover            | Vereinigte Staaten  | Capital Center                    |                               |
| Leg 9 – Nordamerika            |                     |                     |                     |                                   |                               |
| 113                            | 24. August 1978     | Lexington           | Vereinigte Staaten  | Rupp Arena                        |                               |
| 114                            | 26. August 1978     | Cleveland           | Vereinigte Staaten  | Cleveland Stadium                 |                               |
| 115                            | 28. August 1978     | Birmingham          | Vereinigte Staaten  | Birmingham-Jefferson Civic Center |                               |
| 116                            | 29. August 1978     | Atlanta             | Vereinigte Staaten  | The Omni                          |                               |
| 117                            | 30. August 1978     | Baton Rouge         | Vereinigte Staaten  | Tiger Stadium                     |                               |

## Band
- Mick Fleetwood: Schlagzeug, Percussion
- John McVie: Bass
- Christine McVie: Gesang, Klavier, Hammondorgel, Keyboards, Maracas
- Lindsey Buckingham: Gesang, Gitarre
- Stevie Nicks: Gesang, Tamburin, Cowbell
- Ray Lindsey: Rhythmusgitarre